# Kibramoa
Genre
Kibramoa est un genre d'araignées aranéomorphes de la famille des Plectreuridae.

## Distribution
Les espèces de ce genre se rencontrent aux États-Unis en Californie, en Arizona et au Nevada et au Mexique en Basse-Californie,.

## Liste des espèces
Selon World Spider Catalog (version 14.5, 2014) :
- Kibramoa guapa Gertsch, 1958
- Kibramoa hermani Chamberlin & Ivie, 1935
- Kibramoa isolata Gertsch, 1958
- Kibramoa madrona Gertsch, 1958
- Kibramoa paiuta Gertsch, 1958
- Kibramoa suprenans (Chamberlin, 1919)
- Kibramoa yuma Gertsch, 1958

## Publication originale
- Chamberlin, 1924 : The spider fauna of the shores and islands of the Gulf of California. Proceedings of the California Academy of Sciences, sér. 4, vol. 12, p. 561-694 (texte intégral).